# Country-Musik 1999
Die Liste bietet eine Übersicht über das Jahr 1999 im Genre Country-Musik.

## Ereignisse
- Country-Star George Jones startete 1999 ein erfolgreiches Comeback. Nach Veröffentlichung seines Albums Cold Hard Truth kam es am 6. März zu einem folgenschweren Zwischenfall. Der 67 Jahre alte Sänger wurde erheblich verletzt, als er unter Alkoholeinfluss mit seinem Auto gegen eine Brücke prallte.[1]
- Eddy Arnold, einer der erfolgreichsten Country-Musiker aller Zeiten, erklärt im Mai seinen endgültigen Rücktritt vom Show-Business.[2]
- Im Juni startet die Sendung The Foxworthy Countdown, eine Countryshow des Comedian Jeff Foxworthy, die zehn Jahre lang erfolgreich im nationalen Radio lief.[3]
- Johnny Rodriguez wird von einem texanischen Geschworenengericht freigesprochen. Er hatte in seinem Haus versehentlich einen Freund erschossen, den er für einen Einbrecher hielt.[4]

## Top-Hits des Jahres

### Year-End-Charts
Dies ist die Top 10 der Year-End-Charts, die vom Billboard-Magazin erhoben wurde.
1. Amazed – Lonestar
2. Write This Down – George Strait
3. Lesson in Leavin’ – Jo Dee Messina
4. How Forever Feels – Kenny Chesney
5. Please Remember Me – Tim McGraw
6. You Had Me From Hello – Kenny Chesney
7. Stand Beside Me – Jo Dee Messina
8. You Won’t Ever Be Lonely – Andy Griggs
9. I Don’t Want to Miss a Thing – Mark Chesnutt
10. Unbelievable – Diamond Rio

### Nummer-1-Hits
Die Liste umfasst die Liste der Nummer-eins-Hits in den US-amerikanischen Country-Charts Billboard Hot Country Songs nach Platzierung.
- 16. Januar – Right on the Money – Alan Jackson
- 23. Januar – Wrong Again – Martina McBride
- 30. Januar – Stand Beside Me – Jo Dee Messina
- 20. Februar – I Don't Want to Miss a Thing – Mark Chesnutt
- 6. März – No Place That Far – Sara Evans
- 13. März – You Were Mine – Dixie Chicks
- 27. März – How Forever Feels – Kenny Chesney
- 8. Mai – Wish You Were Here – Mark Wills
- 15. Mai – Please Remember Me – Tim McGraw
- 19. Juni – Write This Down – George Strait
- 17. Juli – Amazed – Lonestar
- 11. September – Single White Female – Chely Wright
- 18. September – You Had Me From Hello – Kenny Chesney
- 25. September – Something Like That – Tim McGraw
- 30. Oktober – I Love You – Martina McBride
- 4. Dezember – When I Said I Do – Clint Black und Lisa Hartman
- 11. Dezember – He Didn't Have to Be – Brad Paisley
- 18. Dezember – When I Said I Do – Clint Black und Lisa Hartman
- 25. Dezember Breathe – Faith Hill

### Weitere Hits
Die folgenden Songs haben mindestens die Top-10 der Country-Billboard-Charts erreicht.
- All Things Considered – Yankee Grey
- Anyone Else – Collin Raye
- Busy Man – Billy Ray Cyrus
- Crazy Little Thing Called Love – Dwight Yoakam
- Drive Me Wild – Sawyer Brown
- Every Time I Cry – Terri Clark
- For a Little While – Tim McGraw
- For You I Will – Aaron Tippin
- Fly (The Angel Song) – The Wilkinsons
- God Must Have Spent A Little More Time On You – Alabama
- Gone Crazy – Alan Jackson
- Hands of a Working Man – Ty Herndon
- He Didn’t have to Be – Brad Paisley
- Hold On to Me – John Michael Montgomery
- Home To You – John Michael Montgomery
- I Can't Get Over You – Brooks & Dunn
- I'll Go Crazy – Andy Griggs
- I'll Think of a Reason Later – Lee Ann Womack
- I'm Already Taken – Steve Wariner
- Keepin' Up – Alabama
- Little Goodbyes – SHeDaisy
- Little Man – Alan Jackson
- Lonely and Gone – Montgomery Gentry
- Love Ain't Like That – Faith Hill
- Make Up in Love – Doug Stone
- Man! I Feel Like a Woman – Shania Twain
- Meanwhile – George Strait
- One Honest Heart – Reba McEntire
- Ordinary Life – Chad Brock
- Pop a Top – Alan Jackson
- Powerful Thing – Trisha Yearwood
- Ready to Run – Dixie Chicks
- The Secret of Life – Faith Hill
- She's Always Right – Clay Walker
- She's in Love – Mark Wills
- Somebody's Out There Watching – The Kinleys
- Stranger in My Mirror – Randy Travis
- There You Have It – Blackhawk
- This Heartache Never Sleeps – Mark Chesnutt
- Tonight the Heartache's On Me – Dixie Chicks
- Two Teardrops – Steve Wariner
- What Do You Say to That – George Strait
- Whatever You Say – Martina McBride
- With You – Lila McCann
- Wrong Night – Reba McEntire
- You're Beginning to Get to Me – Clay Walker

## Top-Alben

### Year-End-Charts
Dies ist die Top 10 der Year-End-Charts, die vom Billboard-Magazin erhoben wurde.
1. Come On Over – Shania Twain
2. Double Live – Garth Brooks
3. Wide Open Spaces – Dixie Chicks
4. A Place in the Sun – Tim McGraw
5. Fly –  Dixie Chicks
6. Faith – Faith Hill
7. I’m Alright – Jo Dee Messina
8. Lonely Grill – Lonestar
9. Hope Floats – Soundtrack
10. Always Never the Same – George Strait

### Nummer-1-Alben
Die Liste umfasst die Nummer-eins-Hits in den US-amerikanischen Country-Charts Billboard Hot Country Songs nach Platzierung.
- 2. Januar – Double Live – Garth Brooks
- 30. Januar – Wide Open Spaces – Dixie Chicks
- 20. März – Come On Over – Shania Twain
- 22. Mai – A Place in the Sun – Tim McGraw
- 5. Juni – Come On Over  – Shania Twain
- 2. Oktober – Fly – Dixie Chicks
- 13. November – LeAnn Rimes – LeAnn Rimes
- 27. November – Breathe – Faith Hill
- 11. Dezember – Come On Over  – Shania Twain
- 18. Dezember – Garth Brooks and the Magic of Christmas – Garth Brooks
- 25. Dezember – Come On Over  – Shania Twain

### Weitere Alben
Die folgenden Alben haben mindestens die Top-10 der Country-Billboard-Charts erreicht.
- Classics – Patty Loveless (Epic)
- Cold Hard Truth – George Jones (Asylum)
- Country Heat 2000 – Sampler (BMG)
- D'Lectrified – Clint Black (RCA)
- Drive Me Wild – Sawyer Brown (Curb)
- Emotion – Martina McBride (RCA Nashville)
- Everywhere We Go – Kenny Chesney (BNA)
- Forget About It – Alison Krauss (Rounder)
- How Do You Like Me Now!? – Toby Keith (DreamWorks Nashville)
- How Lucky I Am – Bryan White (Asylum)
- I Don't Want to Miss a Thing – Mark Chesnutt (Decca Nashville)
- Keepers: Greatest Hits – Tracy Byrd (RCA Nashville)
- Last Chance for a Thousand Years: Greatest Hits from the 1990s – Dwight Yoakam (Reprise)
- Live in Texas – Lyle Lovett (MCA Nashville)
- Live, Laugh, Love – Clay Walker (Giant)
- Maybe Not Tonight – Sammy Kershaw (Mercury Nashville)
- Merry Christmas Wherever You Are – George Strait (MCA Nashville)
- More… – Trace Adkins (Capitol Nashville)
- My Heart – Lorrie Morgan (BNA)
- Party Doll and Other Favorites  – Mary Chapin Carpenter (Columbia)
- The Secret of Giving: A Christmas Collection – Reba McEntire (MCA Nashville)
- She Rides White Horses – Kenny Rogers (Dreamcatcher)
- Smoke Rings in the Dark – Gary Allan (MCA Nashville)
- So Good Together – Reba McEntire (MCA Nashville)
- Something in the Air – Lila McCann (Asylum)
- Tattoos & Scars – Montgomery Gentry (Columbia)
- Tight Rope – Brooks & Dunn (Arista Nashville)
- Trio II – Dolly Parton, Linda Ronstadt & Emmylou Harris (Asylum)
- Twentieth Century – Alabama (RCA Nashville)
- Two Teardrops – Steve Wariner (Capitol)
- Under the Influence – Alan Jackson (Arista)
- Western Wall: The Tucson Sessions – Linda Ronstadt & Emmylou Harris (Asylum)
- What a Woderful World – Anne Murray (StraightWay)
- The Whole SHeBANG – SHeDAISY (Lyric Street)

## Geboren
- 22. Oktober – Warren Zeiders

## Gestorben
- 8. Februar – Lulu Belle (85), Teil des Duos Lulu Belle & Scotty und Politikerin in North Carolina
- 30. September – Connie Eaton (49), Karrierehöhepunkt in den 1970ern, größte Hits: Angel of the Morning und Lonely Men, Lonely Women
- 2. Oktober – Danny Mayo (49), Songwriter für Alabama, Confederate Railroad, Pirates of the Mississippi und Tracy Byrd
- 15. Oktober – Terry Gilkyson (83), Songwriter und Sänger
- 17. Dezember – Rex Allen (78), „The Arizona Cowboy“.
- 20. Dezember – Hank Snow (85), „The Singing Ranger“

## Neue Mitglieder der Hall of Fames

### International Bluegrass Music Hall of Fame
- Kenny Baker

### Country Music Hall of Fame
- Johnny Bond
- Dolly Parton
- Conway Twitty

### Canadian Country Music Hall of Fame
- Ronnie Prophet
- Walt Grealis

### Nashville Songwriters Hall of Fame
- Tommy Collins
- A. L. „Doodle“ Owens
- Glenn Sutton

## Die wichtigsten Auszeichnungen

### Grammys
- Best Female Country Vocal Performance  – Shania Twain – You're Still The One
- Best Male Country Vocal Performance – Vince Gill – If You Ever Have Forever In Mind
- Best Country Performance By A Duo Or Group – Dixie Chicks – There's Your Trouble
- Best Country Collaboration With Vocals – Same Old Train – Clint Black, Joe Diffie, Merle Haggard, Emmylou Harris, Alison Krauss, Patty Loveless, Earl Scruggs, Ricky Skaggs, Marty Stuart, Pam Tillis, Randy Travis, Travis Tritt und Dwight Yoakam
- Best Country Instrumental Performance – Randy Scruggs & Vince Gill – A Soldier's Joy
- Best Country Song – Robert John „Mutt“ Lange & Shania Twain – You're Still The One
- Best Country Album – Dixie Chicks – Wide Open Spaces
- Best Bluegrass Album – Ricky Skaggs And Kentucky Thunder – Bluegrass Rules![7]

### Juno Awards
- Best Country Male Artist – Paul Brandt
- Best Country Female Artist – Shania Twain
- Best Country Group or Duo – The Rankins

### Academy of Country Music
- Entertainer of the Year – Shania Twain
- Song of the Year – Amazed – Lonestar – Marv Green, Aimee Mayo
- Single of the Year – Amazed – Lonestar
- Album of the Year – Fly – Dixie Chicks
- Top Male Vocalist – Tim McGraw
- Top Female Vocalist – Faith Hill
- Top Vocal Duo – Dixie Chicks
- Top Vocal Group – Dixie Chicks
- Top New Male Vocalist – Brad Paisley
- Top New Female Vocalist – Jessica Andrews
- Top New Vocal Duo Or Group – Montgomery Gentry
- Video of the Year – Breathe – Faith Hill
- Vocal Event of the Year – When I Said I Do – Clint Black mit Lisa Hartman Black

### ARIA Awards
- Best Country Album – The Captain – Kasey Chambers
- ARIA Hall of Fame – Jimmy Little

### Canadian Country Music Association
- CMT Maple Leaf Foods Fans' Choice Award – Shania Twain
- Male Artist of the Year – Paul Brandt
- Female Artist of the Year – Shania Twain
- Group or Duo of the Year – The Wilkinsons
- SOCAN Song of the Year – 26 Cents – Steve Wilkinson, William Wallace
- Single of the Year – 26 Cents – The Wilkinsons
- Album of the Year – Nothing but Love – The Wilkinsons
- Top Selling Album – Wide Open Spaces – Dixie Chicks
- Video of the Year – That Don't Impress Me Much – Shania Twain
- Wrangler Rising Star Award – The Wilkinsons
- Vocal/Instrumental Collaboration of the Year – From This Moment On – Shania Twain and Bryan White

### Country Music Association Awards
- Entertainer of the Year – Garth Brooks
- Song of the Year – Holes in the Floor of Heaven – Steve Wariner, Billy Kirsch
- Single of the Year – This Kiss – Faith Hill
- Album of the Year – Wide Open Spaces – Dixie Chicks
- Top Male Vocalist – Tim McGraw
- Top Female Vocalist – Faith Hill
- Top Vocal Duo – Dixie Chicks
- Top Vocal Group – Dixie Chicks
- Top New Male Vocalist – Mark Wills
- Top New Female Vocalist – Jo Dee Messina
- Top New Vocal Duo Or Group – Dixie Chicks
- Video of the Year – This Kiss – Faith Hill
- Vocal Event of the Year – Just to Hear You Say That You Love Me – Faith Hill mit Tim McGraw

### RPM Big Country Awards
- Canadian Country Artist of the Year – Shania Twain
- Best Country Album – Nothing but Love, The Wilkinsons
- Best Country Single – 26 Cents, The Wilkinsons
- Male Artist of the Year – Paul Brandt
- Female Artist of the Year – Shania Twain
- Group of the Year – The Wilkinsons
- Outstanding New Male Artist – Gil Grand
- Outstanding New Female Artist – Stephanie Beaumont
- Outstanding New Group or Duo – The Johner Brothers
- Canadian Country Video – 26 Cents, The Wilkinsons
- Top Country Composer(s) – Bruce Guthro

### American Music Awards
- Favorite Country Male Artist – Garth Brooks
- Favorite Country Female Artist – Shania Twain
- Favorite Country Band/Duo/Group – Alabama
- Favorite Country Album – Sevens – Garth Brooks
- Favorite Country New Artist – Dixie Chicks